# Alojzy Ciasnocha
Alojzy Ciasnocha (ur. 21 stycznia 1921 w Bystrzycy, zm. 8 lipca 2003) – polski harcerz i działacz patriotyczny.

## Życiorys
Syn Franciszka Ciasnochy. W Bystrzycy uczęszczał do polskiego gimnazjum, gdzie w 1933 roku wstąpił do Harcerstwa Polskiego w Czechosłowacji. W 1935 roku uczestniczył w jubileuszowym Zlocie ZHP w Spale, pełniąc funkcję zastępowego. W 1936 roku w rodzinnej wsi założył drużynę harcerską. W lipcu 1939 roku drużyna im. J. Łyska, której drużynowym był Ciasnocha zorganizowała w rodzinnym Gródku obóz harcerski.
W nocy z 31 sierpnia na 1 września 1939 pełnił w Beskidzie Śląskim wartę obywatelską w oczekiwaniu wybuchu II wojny światowej. Następnie uchodził na wschód usiłując jako ochotnik zaciągnąć się do polskiego wojska. „Cywilów” jednak do wojska nie przyjmowano, toteż rozżalony wrócił do rodzinnych stron. Na przedmieściach Bielska-Białej napadli go członkowie „Hitlerjugend” zrywając mu harcerski krzyż. Zaolzie zostało wcielone do Rzeszy, gimnazjum zamknięto, on sam musiał podjąć pracę fizyczną, aby utrzymać matkę.
Już w pierwszych dniach okupacji na zajętych terenach zaczęto organizować ruch podziemny. W listopadzie 1939 roku został zaprzysiężony jako komendant podziemnej organizacji w rodzinnej wsi Gródek. Zbierał informacje, kolportował podziemną prasę, a w kwietniu 1940 roku w czasie uroczystego ogniska, jakie z okazji urodzin Hitlera palili miejscowi volksdeutsche, zorganizował przemarsz harcerzy, którzy śpiewali polskie patriotyczne piosenki. Za tę prowokację został dotkliwie pobity, a w dniu 6 maja 1940 roku wywieziony na przymusowe roboty w okolice Żagania. W lutym 1941 został skazany przez sąd w Cieszynie na miesiąc więzienia za nielegalne przekroczenie granicy.
Do maja 1945 roku pracował w fabryce papieru. 31 sierpnia 1945 roku ukończył gimnazjum i ze świadectwem dojrzałości wyjechał do Wałbrzycha w poszukiwaniu pracy, gdzie otrzymał mieszkanie przy ulicy Asnyka 2/1, które w niedługim czasie zostało miejscem spotkań harcerzy. 12 października 1945 roku odbyła się tu zbiórka harcerska, zalążek przyszłej 13 Dolnośląskiej Drużyny Harcerzy. W latach 1945–1947 pełnił funkcję komendanta hufca harcerzy w Wałbrzychu, na którą został powołany przez Komendę Chorągwi Dolnośląskiej mieszczącą się wówczas w Jeleniej Górze. Hufiec prowadzony przez niego rozrastał się, podnosił poziom swojej pracy, organizował imprezy harcerskie i miejskie.
W 1946 roku Alojzy Ciasnocha odnowił tablicę nagrobną gen. Łączyńskiego przy kościele Św. Anny na Szczawienku. 13 września 1946 roku Alojzy Ciasnocha został mianowany do stopnia podharcmistrza, biorąc uprzednio udział w kursie podharcmistrzowskim w Zakopanem.
W 1947 roku Komenda Chorągwi podjęła decyzję o podziale hufca na dwa: Wałbrzych-Miasto i Wałbrzych-Powiat. Komendantem Hufców Wałbrzyskich został mianowany A. Ciasnocha. W grudniu 1947 roku został odsunięty od pracy, a jego następcą został Marian Kozub, protegowany Związku Młodzieży Polskiej. Był to początek stopniowego odsuwania instruktorów przedwojennych od władz harcerskich, które skończyło się rozwiązaniem ZHP. Ciasnocha skrupulatnie rozliczył się z prowadzonej działalności hufcowego, przekazał kierownictwo hufcem Kozubowi.
Ok. 1950 roku rozpoczął pracę w Polskim Towarzystwie Turystyczno-Krajoznawczym, którego członkiem pozostał do śmierci. Został kierownikiem schroniska PTTK "Harcówka". Przy schronisku założył małe ZOO, w którym poza pospolitymi zwierzętami były: niedźwiedź, lama, wilk, pawie. Z funkcji kierownika schroniska i ZOO został odsunięty w wyniku fałszywych zarzutów jakie mu postawiono. Rzekomo miał użyć samochodu do prywatnych celów. W czasie gdy znajdował się w areszcie zwierzętami nie miał się kto opiekować więc je zabito, a ZOO zlikwidowano. Zarzuty zostały odparte i został uniewinniony.
W 1958 roku został przewodniczącym Kręgu Starszoharcerskiego. W 1963 roku, gdy komendantem hufca został Eugeniusz Garba, Ciasnocha objął funkcję jego zastępcy do spraw organizacyjnych. W 1964 roku został mianowany harcmistrzem, a w 1974 roku został harcmistrzem Polski Ludowej. 28 lutego 1965 roku został wybrany przewodniczącym Komisji Rewizyjnej Hufca. Znalazł się również w sztabie „Roku sztandarowego hufca” (ówczesna kampania bohater – którym zostali Zasłużeni Górnicy PRL).
15 lutego 1976 roku został przewodniczącym Komisji Rewizyjnej Chorągwi Wałbrzyskiej, która właśnie powstała. Funkcję pełnił do 1981 roku, kiedy objął funkcję zastępcy przewodniczącego Komisji Rewizyjnej. Swoją pracę w Komisji Rewizyjnej KCh pełnił aż do chwili rozwiązania Wałbrzyskiej Chorągwi.
W końcowym okresie swego życia Alojzy Ciasnocha dalej pełnił służbę instruktorską, tym razem jako przewodniczący Kręgu Seniora. Pełnił ją do dnia swojej śmierci.

## Odznaczenia
- Krzyż „Za Zasługi dla ZHP” (1971)
- Złoty Krzyż „Za Zasługi dla ZHP” (1979)
- "Instruktor Senior ZHP" (1983)[2].